# تپه اهرنجان
تپه اهرنجان (Ahran jan) در شمال غربی روستای اهرنجان کنونی قرار دارد. این تپه یکی از قدیمی‌ترین محل اسکان بشری در خاور میانه می‌باشد که قدمتی برابر با ۷۰۰۰ سال پیش از میلاد را دارا می‌باشد. وسعت اولیه این تپه تا ۴۰ تا ۵۰ سال قبل بسیار بیشتر از وسعت باقی مانده کنونی بود که با بی‌توجهی تعمدی مسئولین و خود مردم، بخش وسیعی از آن برای همیشه از بین رفت. به علت وجود خاکستر در لایه‌های این تپه اهالی محل خاک آن را برای تقویت باغچه‌های خود مورد استفاده قرار می‌دادند.
با بررسی‌های کارشناسانه در سطح این تپه انواع ابزار آلات سنگی، سفالی و سنگ‌های ابسیدین کشف شد. باید اضافه کرد که به دلیل عدم حفاظت و حصار کشی در محدوده این تپه روز به روز از مساحت آن کاسته می‌شود و متأسفانه ابزار آلات سنگی ابتدایی پراکنده در سطح آن از بین می‌روند و حتی جدیداً این تپه تبدیل به پیست برای دوچرخه سواران و وانت‌های سایپا شده‌است.